# You're Welcome (The Beach Boys)
You're Welcome è un brano musicale composto da Brian Wilson per il gruppo musicale statunitense The Beach Boys. È stato pubblicato su singolo il 24 luglio 1967 come B-side del 45 giri Heroes and Villains. In seguito è stata inserita come bonus track nelle compilation Smiley Smile/Wild Honey (1990) e The Smile Sessions (2011).

## Il brano
Lo scrittore Bill Tobelman ipotizzò che l'ispirazione per You're Welcome potesse derivare dal tentativo di Brian Wilson di far provare l'LSD al compagno di band Al Jardine durante un viaggio in auto.
Il pezzo è in gran parte cantato a cappella, con la ripetizione della frase: «Well / you're well / you're welcome to come». Nella metà del 1967, Mike Love mostrò di apprezzare la composizione: «[È] incredibile. Il titolo è You’re Welcome. Nessun altro testo. Non so come Brian l'abbia fatto, ma non c'è accompagnamento. [sic] Heroes and Villains sarà il nostro prossimo singolo e verrà pubblicato sulla nostra nuova etichetta, la Brother Records ... Stiamo finendolo [l'album] proprio ora».

### Registrazione
You're Welcome fu registrata il 15 dicembre 1966 nello studio CBS Columbia Square durante la lavorazione del progetto Smile. Altri brani provati nelle medesime sessioni furono Cabinessence, Wonderful, e Surf's Up. Alcuni momenti delle sessioni furono filmati da David Oppenheim.

## Formazione
The Beach Boys
- Al Jardine – voce
- Mike Love – voce
- Brian Wilson – voce
- Carl Wilson – voce

Musicisti aggiuntivi
- ignoto – percussioni, glockenspiel, bonghi

## Cover
- 1997 – Melt-Banana, Smiling Pets

## Riferimenti nella cultura di massa
Il duo power pop newyorchese The Cheepskates registrò una canzone-risposta a You're Welcome intitolata Thank You per il loro album It Wings Above del 1988.